# 5243 Clasien
5243 Clasien è un asteroide della fascia principale. Scoperto nel 1973, presenta un'orbita caratterizzata da un semiasse maggiore pari a 2,7795368 UA e da un'eccentricità di 0,1740910, inclinata di 7,47568° rispetto all'eclittica.